# Amphilophus calobrensis
Amphilophus calobrensis es una especie de peces de la familia Cichlidae en el orden de los Perciformes.

## Morfología
Los machos pueden llegar alcanzar los 25 cm de longitud total.

## Distribución geográfica
Se encuentra en la América Central: ríos de la costa del Pacífico de Panamá.   